# Зицпредседатель Фунт
Зицпредседатель Фунт — один из второстепенных персонажей романа «Золотой телёнок». 
Профессия Фунта с дореволюционных времен — номинальный руководитель фирм-однодневок, создаваемых ради финансовых махинаций. Обязанность Фунта — вместо подлинного махинатора попасть под суд и в тюрьму, во время отсидки ему полагается двойной оклад. В этом смысле фамилия «Фунт» после публикации романа стала в русской речи синонимом подставного лица.
По мнению литературоведа и писателя Александра Жолковского, образ Фунта используется в романе, чтобы выделить «периферийные» черты главного героя, заключающиеся в архетипе «Старого человека». Тем самым авторы показывают с одной стороны зависимость персонажа от государства, а с другой стороны его связи с «доутопическим» прошлым.

## Должность и имя
Приставка зиц- (нем. sitz — «сиденье, место, седло, кресло, резиденция, местопребывание, местонахождение, местожительство») образована от немецкого слова sitzen, что означает «сидеть», но, как и в русском языке, может означать «отбывать наказание в тюрьме». Неологизм «зицпредседатель» образован от игры слов «вицепредседатель» и «зицредактор».
Профессия Фунта не была вымышленной. Выражение зиц-редактор (нем. sitzredaktor), то есть редактор «для отсидки» на случай репрессий против печатного издания, появилось в 1880-х годах в Германии, а потом перекочевало в Россию. В период после революции 1905 года был большой спрос на подставных редакторов. В современном русском языке термин «зицпредседатель» используется, когда говорят о должностном лице, которое занимает свой пост формально и не имеет права принимать ответственные решения.
Фамилия, которую соавторы дали персонажу, в 1920 году значилась, согласно воспоминаниям поэтессы Таи Лишиной, на доске одного из одесских домов, мимо которого часто проходил Ильф. Его имя и отчество в тексте романа не встречаются.

## Биография
Фунт родился в 1839 или 1840 году (по словам Фунта, ему девяносто лет, а действие романа происходит летом 1930 года).
По собственному признанию «всю жизнь сидел за других». Краткую историю своих отсидок он начинает с упоминания о том, что сидел ещё при «При Александре Втором „Освободителе“, когда Черноморск был ещё вольным городом». Исходя из этих данных, Фунт впервые сел между 1855 (начало царствования Александра II) и 1858 годами (отмена статуса свободной торговли в Одессе — прототипе Черноморска).
После этого Фунт продолжал сидеть при Александре Третьем «Миротворце» (1881—1894), при Николае Втором «Кровавом» (1894—1917), при Керенском (1917), при гетмане (1918), и при французской оккупации (1918—1919). Фунт не сидел лишь во время военного коммунизма (1918—1921) так как «исчезла чистая коммерция, не было работы». Однако наступивший вслед за этим период НЭПа (1921—1928) он называет лучшими днями своей жизни: за четыре года он провёл на свободе не больше трёх месяцев, «выдал замуж внучку, Голконду Евсеевну, и дал за ней концертное фортепьяно, серебряную птичку и восемьдесят рублей золотыми десятками».
Его последние четыре отсидки были связаны с учреждением «Геркулес», вокруг которого «кормилось несколько частных акционерных обществ. Было, например, общество „Интенсивник“. Председателем был приглашен Фунт. „Интенсивник“ получал от „Геркулеса“ большой аванс на заготовку „чего-то лесного, зицпредседатель не обязан знать, чего именно“. И сейчас же лопнул. Кто-то загреб деньгу, а Фунт сел на полгода. После „Интенсивника“ образовалось товарищество на вере „Трудовой кедр“, разумеется, под председательством благообразного Фунта. Разумеется, аванс в „Геркулесе“ на поставку выдержанного кедра. Разумеется, неожиданный крах, кто-то разбогател, а Фунт отрабатывает председательскую ставку — сидит. Потом „Пилопомощь“ — „Геркулес“ — аванс — крах — кто-то загреб — отсидка. И снова аванс — „Геркулес“ — „Южный лесорубник“ — для Фунта отсидка — кому-то куш».
Выйдя на свободу, Фунт не узнал родного Черноморска по причине сворачивания НЭПа: «Где частный капитал? Где первое общество взаимного кредита? Где, спрашиваю я вас, второе общество взаимного кредита? Где товарищество на вере? Где акционерные компании со смешанным капиталом? Где это все? Безобразье!» — восклицает он при разговоре с Остапом Бендером. К моменту появления в романе Фунт обеднел настолько, что вынужден ежедневно носить свои «пасхальные» брюки — других у него просто нет и заработать на них он не может.
Фунт входит в компанию «пикейных жилетов» — старичков-пустобрёхов, проводящих время в рассуждениях о мировой политике и мечтающих о возвращении Черноморску статуса вольного города. Выражение «пикейные жилеты» тоже стало крылатым: так называют людей малосведущих, но обсуждающих глобальные политические и экономические вопросы.

## Фунт в романе «Золотой телёнок»
Фунт впервые упоминается в главе XIV «Первое свидание» среди пикейных жилетов у кафе «Флорида». Однако собственной персоной он появляется лишь в следующей главе, возникнув на пороге конторы «Рога и копыта» с намерением стать председателем конторы. Поначалу ничего не понимающий Бендер вскоре догадывается, что Фунт — профессиональное подставное лицо. Фунт рассказывает о себе и назначает цену, за которую согласен работать: «сто двадцать рублей в месяц на свободе и двести сорок — в тюрьме. Сто процентов прибавки на вредность».
Бендер нанимает Фунта в свою контору «Рога и копыта», сообразив, что тот обслуживал многочисленные аферы Корейко с государственными подрядами и может дать ценную информацию. Однако выведать у него удалось не очень много, так как «от Фунта всё скрывали. Я должен только сидеть. В этом моя профессия».
В главе XXIII «Сердце шофёра» Фунта в связи с закрытием конторы «Рога и копыта» в очередной раз арестовывают.

## Экранные воплощения
| Исполнители роли | Режиссёр       | Дата выхода на экран |
| ---------------- | -------------- | -------------------- |
| Павел Павленко   | Михаил Швейцер | 1968                 |
| Владимир Этуш    | Василий Пичул  | 1993                 |
| Михаил Светин    | Ульяна Шилкина | 2006                 |